# 大佐渡温泉
大佐渡温泉（おおさどおんせん）は、新潟県佐渡市相川鹿伏にある温泉。相川金銀山など観光地が集積する相川地区に位置し、温泉地の目の前には日本海が広がっている。

## 泉質
- ナトリウム・カルシウム-塩化物・硫酸塩泉
  - 泉温　38.6℃
  - 源泉温度が低いため、加温している。

## 温泉地
佐渡島西部の七浦海岸沿いに位置する一軒宿「ホテル大佐渡」の敷地内で湧出している温泉。日帰り入浴可能。
客室や温泉からは、日本海を眺望できる。料理は佐渡の海や山の幸を使った食材を堪能できる。

## 歴史
- 1964年（昭和39年）- 開業とともに、開湯。

## アクセス
- 新潟交通佐渡 本線ほか「相川」バス停（ターミナル）よりホテル送迎バスで約5分[1]。